# Камень (Володавський повіт)
Камень (пол. Kamień) — село в Польщі, у гміні Старий Брус Володавського повіту Люблінського воєводства.
Населення — 33 особи (2011).
У 1975-1998 роках село належало до Холмського воєводства.

## Демографія
Демографічна структура станом на 31 березня 2011 року:
|          | Загалом | Допрацездатний вік | Працездатний вік | Постпрацездатний вік |
| -------- | ------- | ------------------ | ---------------- | -------------------- |
| Чоловіки | 15      | 0                  | 14               | 1                    |
| Жінки    | 18      | 6                  | 8                | 4                    |
| Разом    | 33      | 6                  | 22               | 5                    |